# Труувяли, Ээрик-Юхан
Ээрик-Юхан Труувяли (эст. Eerik-Juhan Truuväli, 7 марта 1938, Пярну — 25 июня 2019) — эстонский юрист и государственный деятель, бывший канцлер юстиции Эстонии. Профессор теории права Тартуского университета.
Труувяли окончил с отличием юридический факультет Таруского университета в 1962 году. Защитил кандидатскую диссертацию в 1967 году. В 1979 году стал научным директором института истории эстонской академии наук. С 1992 года профессор Академии внутренней защиты и руководитель кафедры. С 2000 года проректор института права академии внутренней защиты. C 2002 года профессор Тартуского университета. С 2006 года президент некоммерческой организации "Polis".

## Государственная деятельность
С 1988 по 1993 года — эксперт Верховного Совета Эстонской ССР и Правительства Эстонии. C 1991 по 1992 года — эксперт Конституционной ассамблеи. С 1989 по 1993 — председатель выборной комиссии Эстонии.
28 января 1993 был назначен Рийгикогу на должность канцлера юстиции и принес присягу 17 июня. 1 июня 1999 года, согласно закону о канцлере юстиции, стал омбудсменом для защиты конституционных прав и свобод лиц. Покинул пост канцлера 17 июня 2000 года.

## Награды
В 2000 году был награждён Орденом Государственного герба третьего класса  и крестом за заслуги перед обороной государственной границы второй степени. В 2006 году был награждён Орденом Белой звезды второго класса.